# Juan Delgado Baeza
Juan Antonio Delgado Baeza (Santiago del Cile, 5 marzo 1993) è un calciatore cileno, centrocampista del CD Everton.

## Palmarès

### Club

#### Competizioni nazionali
- Campionato cileno: 2

Colo-Colo: 2013-2014 (Clausura), 2015-2016 (Apertura)